# Лука Купрашвили
Лука Купрашвили (1896 – 29 августа 1924). Участник Августовского восстания. 

## Биография
Его родителями были Мариам Кипиани (1855-1936) и Барнаба Купрашвили (1840-1911), священник церкви Святого Георгия в селе Цуцхвати. Он был командиром одного из отрядов грузинских повстанцев против российского оккупационного режима и грузинского советского правительства в Кутаисском уезде в августе 1924 года.. Из архивных материалов явствует, что Лука Купрашвили был назначен лидером восстания в районах Хресили и Ткибули еще до антисоветского восстания 1924 года.
29 августа произошел неравный бой между отрядом Луки Купрашвили и численно превосходящим карательным отрядом, посланным советским правительством. Лука Купрашвили был тяжело ранен в бою и скончался.. .
Источники